# 30 mars 1950
Le jeudi 30 mars 1950 est le 89e jour de l'année 1950.

## Naissances
- Abdelali Boughrara (mort le 30 juillet 1997), peintre algérien
- Daniel Hernandez, écrivain et physicien français
- David Berger, homme politique québécois
- Gérald Porical, joueur de rugby
- Gerry Connolly, politicien américain
- Grady Little, manager américain de baseball
- Jean-Paul Amoudry, personnalité politique française
- Joseph Cali, acteur américain
- LaRue Martin, joueur de basket-ball américain
- Lucila Nogueira (morte le 25 décembre 2016), écrivaine brésilienne
- Robbie Coltrane, acteur britannique
- Simon Bantsimba, arbitre congolais de football
- Wal Torres, thérapeute de genre et sexologue transsexuelle brésilienne
- Wilner Nazaire, footballeur haïtien

## Décès
- Joe Yule (né le 30 avril 1892), acteur américain
- Léon Blum (né le 9 avril 1872), homme politique français

## Événements
- Création du front national de la République démocratique allemande
- Le Journal de Tintin publie le premier épisode d'« Objectif Lune ».